# Bagohouo
Bagohouo est une localité de l'ouest de la Côte d'Ivoire, et appartenant au département de Duékoué, Région du Guemon. La localité de Bagohouo est un chef-lieu de commune.
Bagohouo est une localité abritant le Guéré, Sénoufo, Baoulé, Burkinabé. Ces différentes populations vivent en parfaite harmonie et sans ambiguïté. Bagohouo étant la Sous-préfecture, elle regroupe plusieurs villages tels que Nidrou, KouassiKouassikro, Sibabli, Pona-Vahi. La sous-préfecture a un collège de proximité, le Collège Moderne Bagohouo, un collège privé, le Collège Privé Cpmte de Bagohouo, deux écoles primaires dont l'Epp Bagohouo et Epp Nidrou, deux centres de santés dont le centre de sante urbain de Babohouo et le centre de santé urbain de Nidrou. 